# Charles Auguste de Goyon de Matignon
Pour les autres membres de la famille, voir Famille de Goüyon.
Charles Auguste Goyon de Matignon, comte de Gacé, né le 28 mai 1647 à Torigni-sur-Vire et mort le 6 décembre 1729 à Paris, est un maréchal de France.

## Biographie

### Famille
Sixième fils de François Goÿon, sire de Matignon (1607-1675) et d'Anne de Malon de Bercy, il est l'arrière-petit-fils de Jacques II Goyon de Matignon, maréchal de France sous Henri III.

### Carrière militaire
Entré jeune dans l'armée, il participe au siège de Lille en 1667 comme capitaine au régiment de Longueville.
En 1669, il participe à l'expédition de Candie, se distingue pendant la guerre de Hollande, puis sert en Flandre et en Allemagne jusqu'en 1684. Titré comte de Gacé à la mort de son frère Charles (1641-1674), il prend part en 1689 au débarquement en Irlande du roi Jacques II d'Angleterre.
De retour en Flandre, il participe au siège de Mons puis à celui de Namur en 1692.
Lors de la guerre de Succession d'Espagne, il reçoit des commandements autonomes et prend la ville de Huy en 1705. Il commande ensuite le corps expéditionnaire dirigé vers l'Écosse avec le prétendant jacobite, en 1708.
Saint-Simon le décrit comme « un bon et honnête homme, mais sans esprit, sans capacité, sans réputation quelconque à la guerre ».
Il devient néanmoins gouverneur de l'Aunis en 1688, maréchal de camp en 1691, lieutenant-général en 1693, puis maréchal de France en 1708 sous le nom de maréchal de Matignon. Il était également chevalier de Torigni et baron de Bricquebec issu d'une des plus anciennes familles de Bretagne, et installée en Normandie depuis le milieu du XVe siècle. Hyacinthe Rigaud réalisa son portrait aujourd'hui au Musée des beaux-arts de Caen (inv. 24).

## Honneurs
L’avenue Matignon du  8e arrondissement de Paris perpétue le souvenir de ce maréchal.

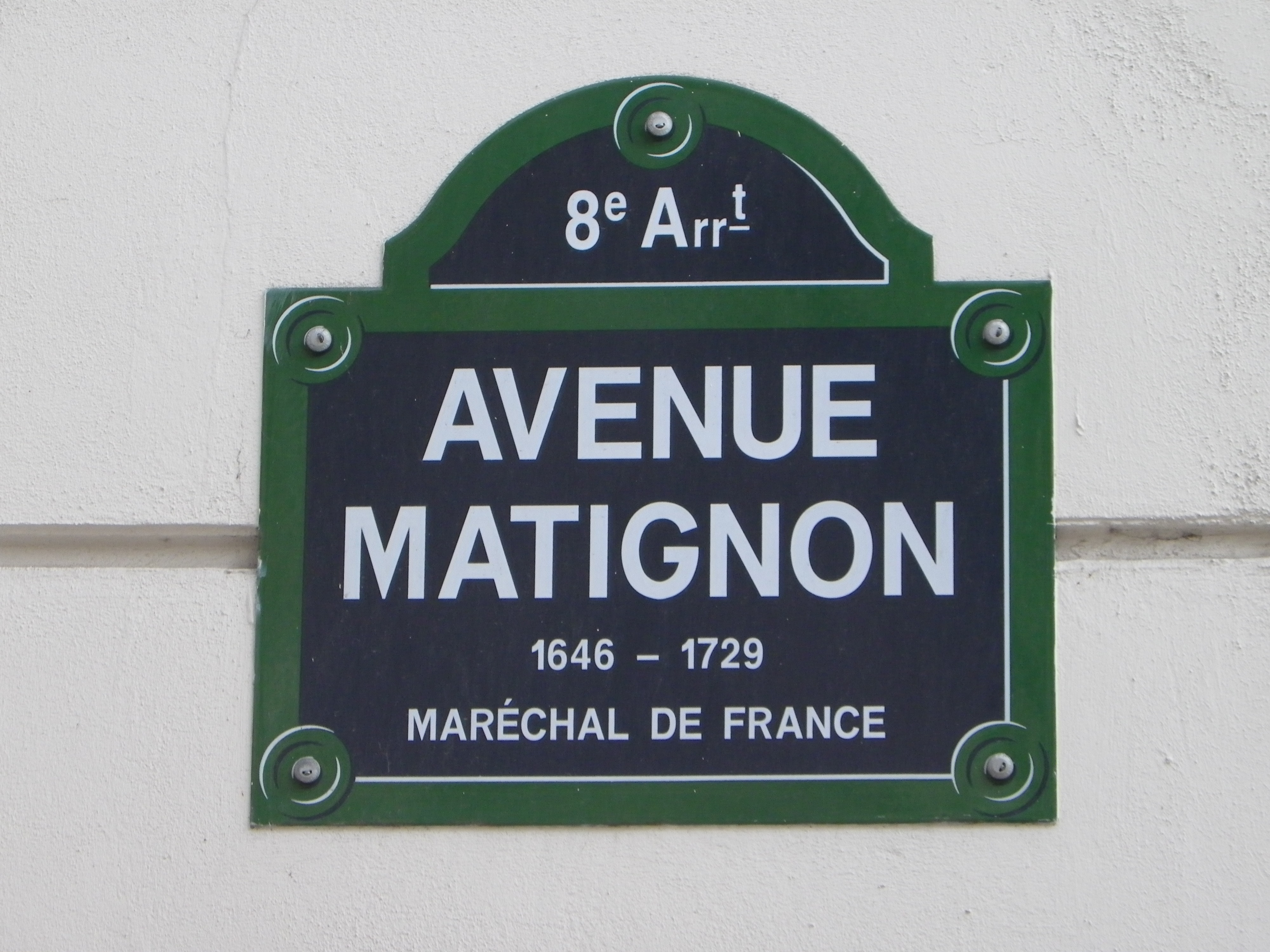
Plaque de rue de l’avenue Matignon à Paris. L’année de naissance indiquée est 1646.

## Armoiries
| Figure | Blasonnement |
|        | Ecartelé : aux 1 et 4 d'argent au lion de gueules, armé lampassé et couronné d'or (de Goyon) ; aux 2 d'azur à trois fleurs de lys d'or, au lambel d'argent en chef et bâton d'argent brochant (Orléans-Longueville) ; au 3, d'azur à trois fleurs de lys d'or, au bâton de gueules brochant (Bourbon). |